# Богучаровский
Богучаровский — посёлок в Киреевском районе Тульской области в составе Богучаровского сельского поселения.

## География
Находится в центральной части Тульской области на расстоянии приблизительно 4 км на запад по прямой от города Киреевск, административного центра района.

## История
Отмечен на карте в конце 1930-х годов как Богучаровские выселки с 12 дворами.

## Население
Постоянное население составляло 24 человека (русские 100 %) в 2002 году, 7 в 2010.